# Thomas-Verlag
Der Thomas-Verlag AG war ein Buch- und Zeitschriftenverlag mit Sitz in Zürich.
Der Thomas-Verlag war ursprünglich katholisch ausgerichtet und publizierte auch antisemitische Schriften. Er war ein Einzelunternehmen und hiess Thomas-Verlag, Peter Schifferle. 1947 übernahm der Schweizer Politiker James Schwarzenbach den Verlag, der fortan den Namen Thomas-Verlag, Dr. James Schwarzenbach trug und 1955 in die Aktiengesellschaft Thomas-Verlag AG umgewandelt wurde.
1947 verlegte der Thomas-Verlag den Bestseller Ich wählte die Freiheit des ehemaligen sowjetischen Diplomaten Wiktor Krawtschenko.
Am 13. Dezember 1989 wurde er aufgelöst.